# África do Sul nos Jogos Olímpicos de Verão de 2024
África do Sul participou dos Jogos Olímpicos de Verão de 2024, realizados em Paris, na França. Foi a 21.ª aparição do país nos Jogos Olímpicos de Verão desde a estreia em Saint Louis 1904, sendo representado por 141 atletas que competiram em 21 esportes.
Foram seis medalhas conquistadas pela delegação, sendo uma de ouro com Tatjana Smith nos 100 metros costas feminino da natação, três de prata, com Smith nos 200 m costas feminino, Jo-Ané van Dyk no lançamento de dardo feminino do atletismo e com a equipe masculina do revezamento 4x100 m masculino, e duas de bronze, com Alan Hatherly na prova de cross-country masculino do ciclismo de montanha e com a seleção masculina de rugby sevens.

## Medalhas
| Atleta | Esporte      | Evento                        | Medalha |
| --- | ------------ | ----------------------------- | ------- |
| Tatjana Smith | Natação      | 100 m costas feminino         | Ouro    |
| Tatjana Smith | Natação      | 200 m costas feminino         | Prata   |
| Bayanda Walaza Shaun Maswanganyi Bradley Nkoana Akani Simbine | Atletismo    | Revezamento 4x100 m masculino | Prata   |
| Jo-Ané van Dyk | Atletismo    | Lançamento de dardo feminino  | Prata   |
| - Christie Grobbelaar Ryan Oosthuizen Impi Visser Zain Davids Quewin Nortje Tiaan Pretorius Tristan Leyds Selvyn Davids Shaun Williams Rosko Specman Siviwe Soyizwapi Shilton van Wyk Ronald Brown | Rugby sevens | Masculino                     | Bronze  |
| Alan Hatherly | Ciclismo     | Cross-country masculino       | Bronze  |

## Competidores
Esta foi a participação por modalidade nesta edição:
| Esporte              | Masculino | Feminino | Total |
| -------------------- | --------- | -------- | ----- |
| Atletismo            | 24        | 10       | 34    |
| Badminton            | 0         | 1        | 1     |
| Canoagem             | 2         | 2        | 4     |
| Ciclismo             | 4         | 4        | 8     |
| Escalada esportiva   | 2         | 2        | 4     |
| Esgrima              | 1         | 0        | 1     |
| Ginástica            | 0         | 1        | 1     |
| Golfe                | 2         | 2        | 4     |
| Hipismo              | 1         | 0        | 1     |
| Hóquei sobre a grama | 16        | 17       | 33    |
| Judô                 | 0         | 1        | 1     |
| Lutas                | 1         | 0        | 1     |
| Natação              | 3         | 5        | 8     |
| Remo                 | 2         | 1        | 3     |
| Rugby sevens         | 13        | 13       | 26    |
| Saltos ornamentais   | 0         | 1        | 1     |
| Skate                | 2         | 1        | 3     |
| Surfe                | 2         | 1        | 3     |
| Tiro com arco        | 1         | 0        | 1     |
| Triatlo              | 2         | 1        | 3     |
| Total                | 78        | 63       | 141   |